# پلاتن (آلمان)
پلاتن (به آلمانی: Platten) یک شهر در آلمان است که در برنکاستل-ویتلیش واقع شده‌است. پلاتن ۸۸۶ نفر جمعیت دارد.